# Передкрилок

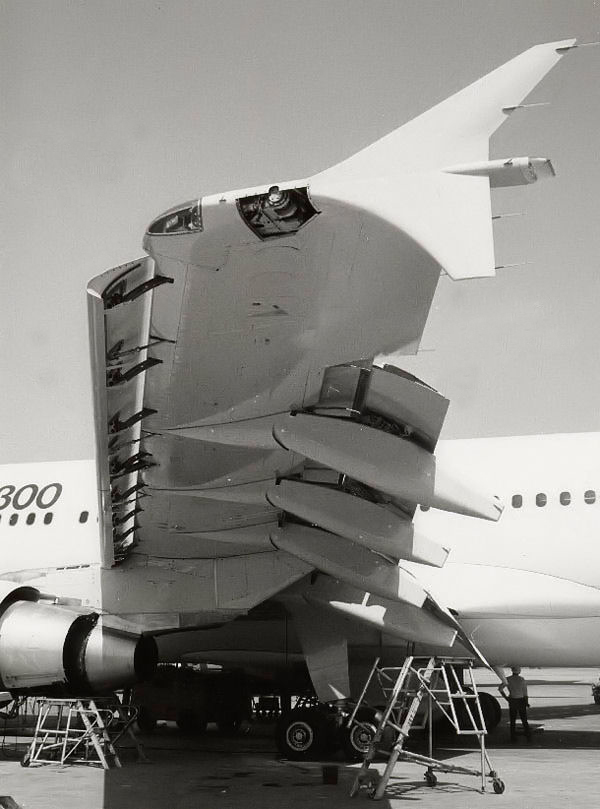
Передкрилки (SLATS) на крилі літака Airbus. FLAP - закрилки.

Передкрилок - відхиляюча поверхня, встановлена на передній кромці крила. При відхиленні утворюють щілину, аналогічну щілинні закрилків. Передкрилки, що не утворюють щілини, називаються відхиляючими носками. Як правило, передкрилки автоматично відхиляються одночасно з закрилками, але можуть управлятися і незалежно одні від інших. 

## Принцип

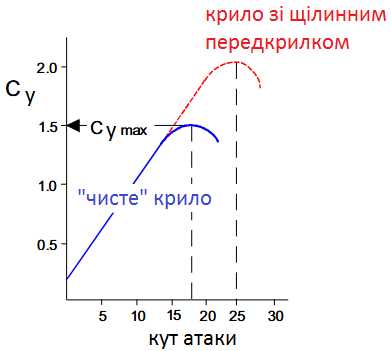
робота щілинного передкрилка

У цілому, ефект передкрилок полягає у збільшенні допустимого кута атаки, тобто - зрив потоку з верхньої поверхні крила відбувається при більшому куті атаки.

## Будова

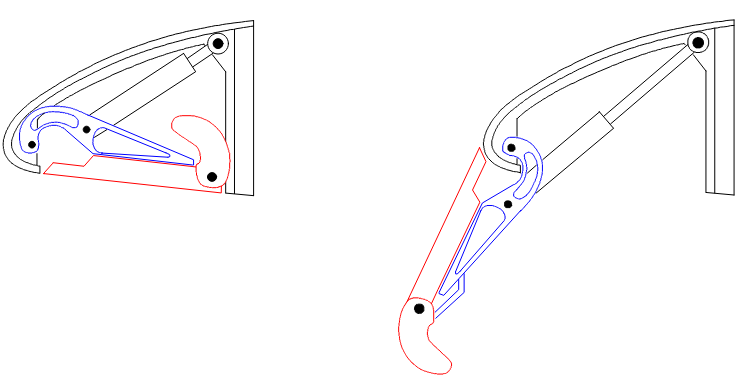
передкрилки Крюгера

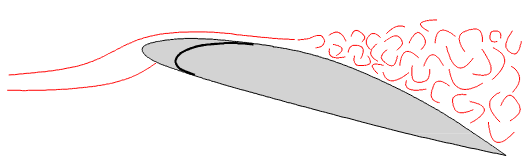
Зрив потоку з крила

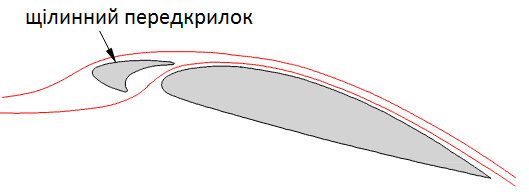
Усунення зриву щілинним передкрилком

На Boeing 737 використовуються два види передкрилків. Між фюзеляжем і двигунами стоять передкрилки Крюгера, а на решті частини крила - висувні щілинні передкрилки.
Передкрилки Крюгера мають тільки два фіксованих положення: прибрано і випущено. Під час випуску вони збільшують площу крила і покращують формування потоку над верхньою поверхнею крила і таким чином збільшують підіймальну силу. Але вони не збільшують критичний кут атаки, тому зрив потоку з крила відбувається спочатку в кореневій зоні, що створює пікірувальний момент і не створює моменту крену.
Висувні передкрилки мають два випущених положення: без щілини і з щілиною. Коли передкрилок висувається без щілини, то він збільшує площу крила. Це положення використовується під час зльоту, оскільки передкрилок не збільшує істотно опір повітря.
Коли передкрилок висувається повністю, то в створену щілину вривається повітря з нижньої частини крила і завдяки своїй енергії здуває утворений зрив потоку. Це положення використовується під час посадки літака. Воно істотно підвищує критичний кут атаки, а оскільки висувні передкрилки стоять за двигуном, то ця зона стає особливо захищеною від зриву потоку. Недоліком є великий опір повітря. Для надійної роботи в зимових умовах висувні передкрилки обладнані тепловою системою захисту від обмерзання.
Крім простих, існують так звані адаптивні передкрилки. Адаптивні передкрилки відхиляються автоматично протягом всього польоту, це потрібно для забезпечення оптимальних аеродинамічних характеристик крила. Також забезпечується керованість при крені, при великих кутах атаки, за допомогою асинхронного управління адаптивними передкрилками.